# Rolnica zbożówka
Rolnica zbożówka (Agrotis segetum) – motyl z rodziny sówek (Noctuidae).
Gatunek występuje w Afryce i całej Eurazji, z wyjątkiem obszarów północnych. Przednie skrzydła barwy od płowej do prawie czarnej. W Polsce jest jednym z groźniejszych szkodników zbóż i buraków.